# Daniel-Ionuț Bărbulescu
Daniel-Ionuț Bărbulescu (n. 17 august 1981

) este un deputat român, ales în 2012 din partea Partidului Social Democrat. 